# Amanita vittadinii
Amanita vittadinii (Moretti) Vittad. 1826 è un fungo basidiomicete della famiglia delle Amanitaceae con aspetto simile ad alcune specie dei generi Macrolepiota ed Armillaria.

A differenza di queste, che hanno un colore più tendente all'ocra, l'Amanita vittadinii è caratterizzata dalla colorazione bianca di tutto il corpo fruttifero (carpoforo) e dalla presenza di squamosità in tutte le sue parti.

## Etimologia
Dal latino vittadinii = di Vittadini, in onore dell'illustre botanico e micologo italiano.

## Descrizione della specie

### Cappello
Largo 10-18 cm di colore bianco-avorio-crema, prima globoso, poi convesso.
Cuticola separabile, ornata da verruche piramidali più fitte al centro, embricate al margine, sempre eccedente rispetto alle lamelle.

### Lamelle
Di colore bianco-crema con riflessi tendenti al verde, libere, fitte, ventricose con filo seghettato, alternate da lamellule.

### Gambo
Cilindrico, slanciato, bianco, con una squamettatura concolore che, dalla base, raggiunge l'anello, imbrunente alla manipolazione.

### Anello
Biancastro, liscio superiormente, fioccoso nella parte inferiore.

### Carne
Bianca compatta e soda.
- Odore: gradevole, come di "biancheria pulita" da giovane, diventa subnullo con l'età. Un po' agliaceo sulle lamelle quando il fungo inizia a deperirsi.
- Sapore: poco percettibile ma gradevole.

### Caratteri microscopici
Spore
Bianco-crema in massa, ellittiche, 10-12 x 8,5-9,5 µm, amiloidi.

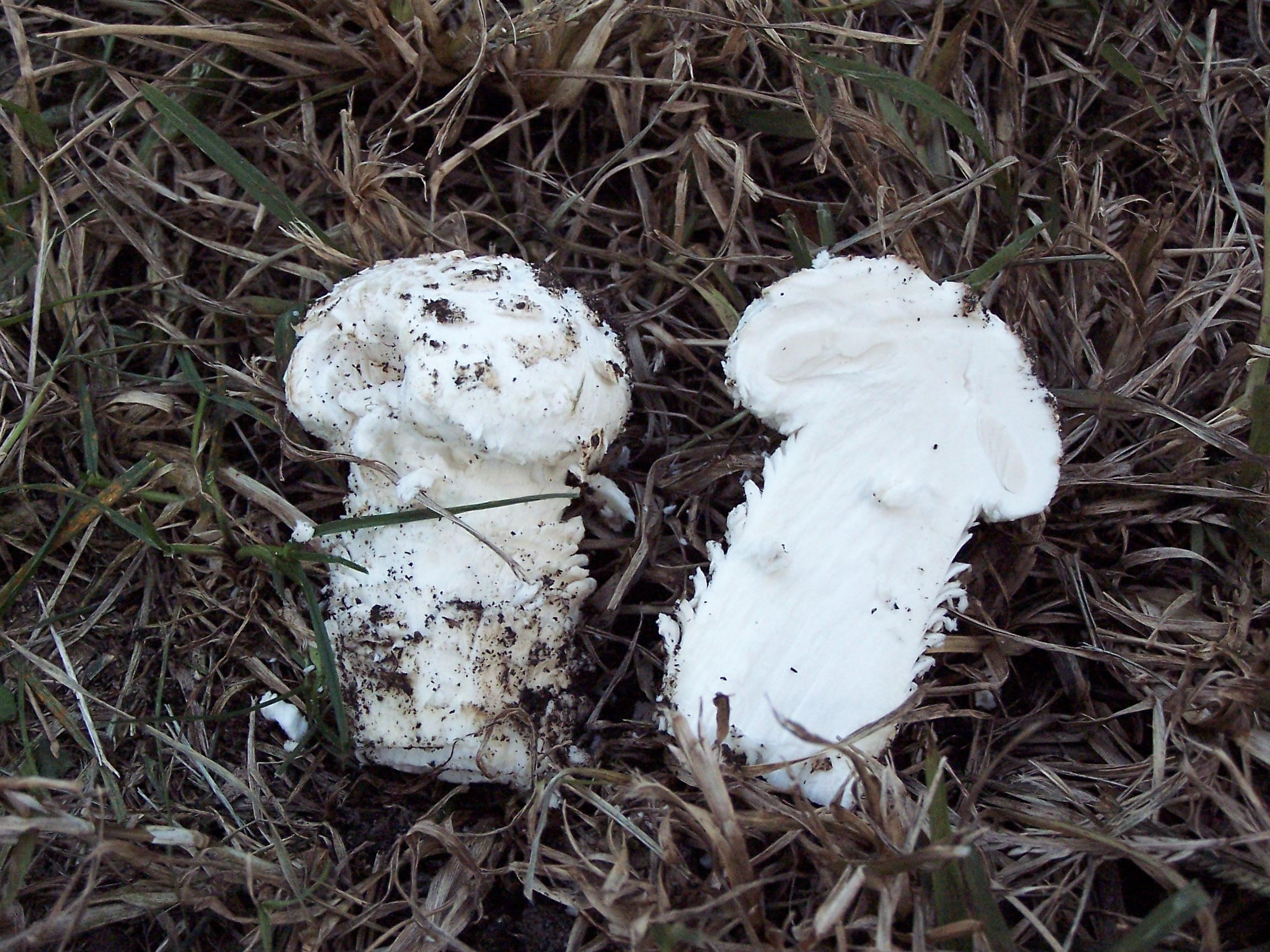
Esemplare di piccole dimensioni

## Distribuzione e habitat
Cresce solitaria o in gruppi di pochi esemplari tra l'erba in luoghi incolti, dalla tarda estate all'autunno, non comune. Fruttifica anche distante da essenze arboree, non essendo necessariamente specie micorrizica.

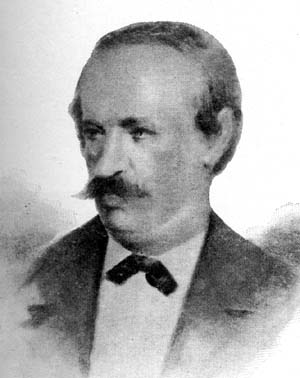
Carlo Vittadini, micologo e botanico italiano da cui prende il nome la specie in questione

## Commestibilità
Da consumarsi con cautela estrema in quanto confondibile con amanite bianche mortali.

Sebbene sia data come commestibile da molti autori, ha caratteristiche organolettiche che la rendono poco gradevole, inoltre non andrebbe raccolta in quanto specie molto rara e quindi da proteggere.

## Tassonomia

### Sinonimi e binomi obsoleti
- Agaricus vittadinii Moretti, Giornale di Fisica, Chimica, Storia nat. med., ed Arti Dec. 2 9: 66 (1826)
- Armillaria vittadinii (Moretti) Locq., Bull. trimest. Soc. mycol. Fr. 68: 167 (1952)
- Aspidella vittadinii (Moretti) E.-J. Gilbert, Iconographia Mycologica 27(1): 79 (1941)
- Lepidella vittadinii (Moretti) E.-J. Gilbert, Bull. trimest. Soc. mycol. Fr. 41: 304 (1925)
- Lepiota vittadini (Moretti) Quél., Mém. Soc. Émul. Montbéliard, Sér. 2 5: 338 (1873)

## Galleria d'immagini

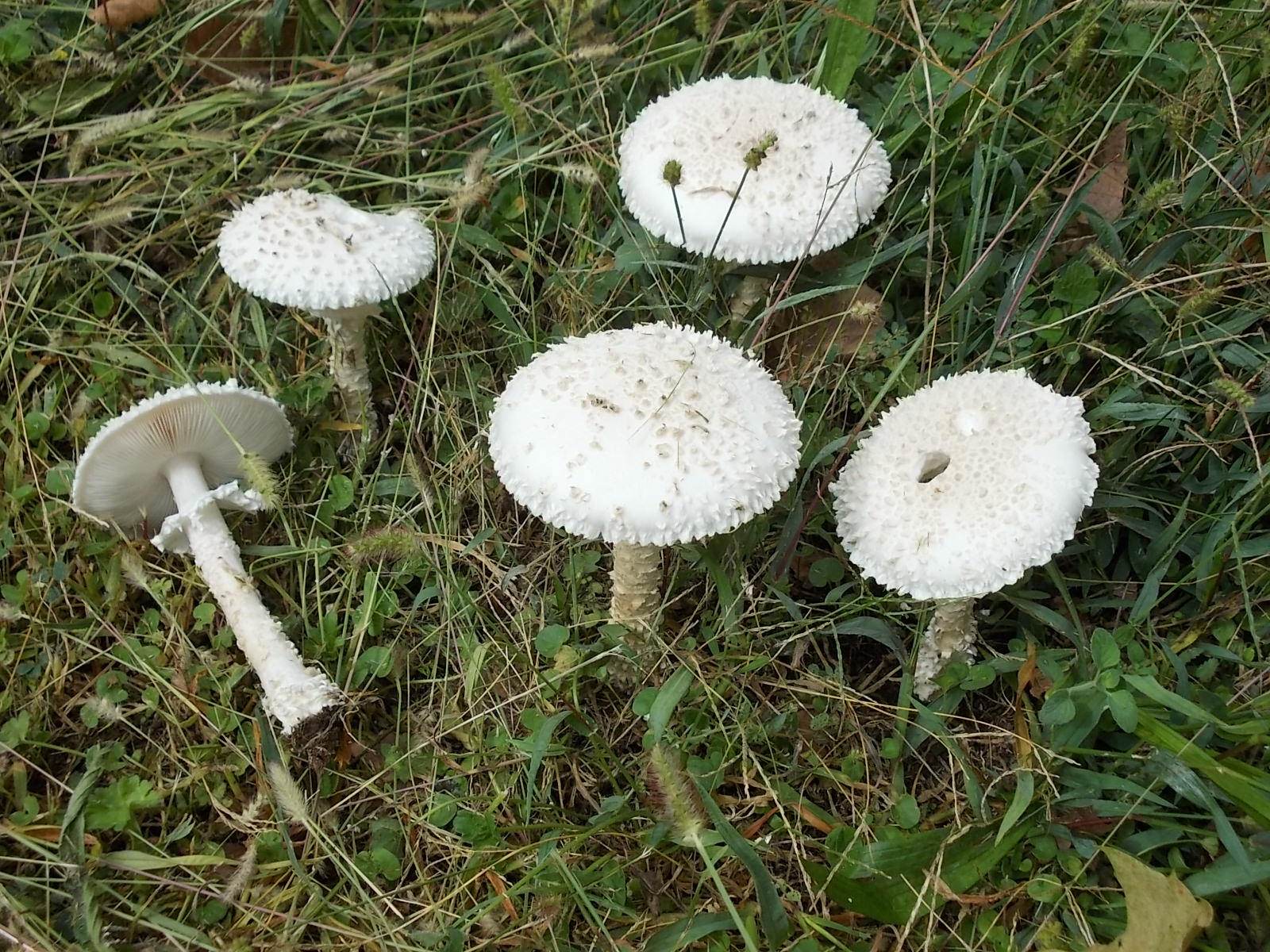
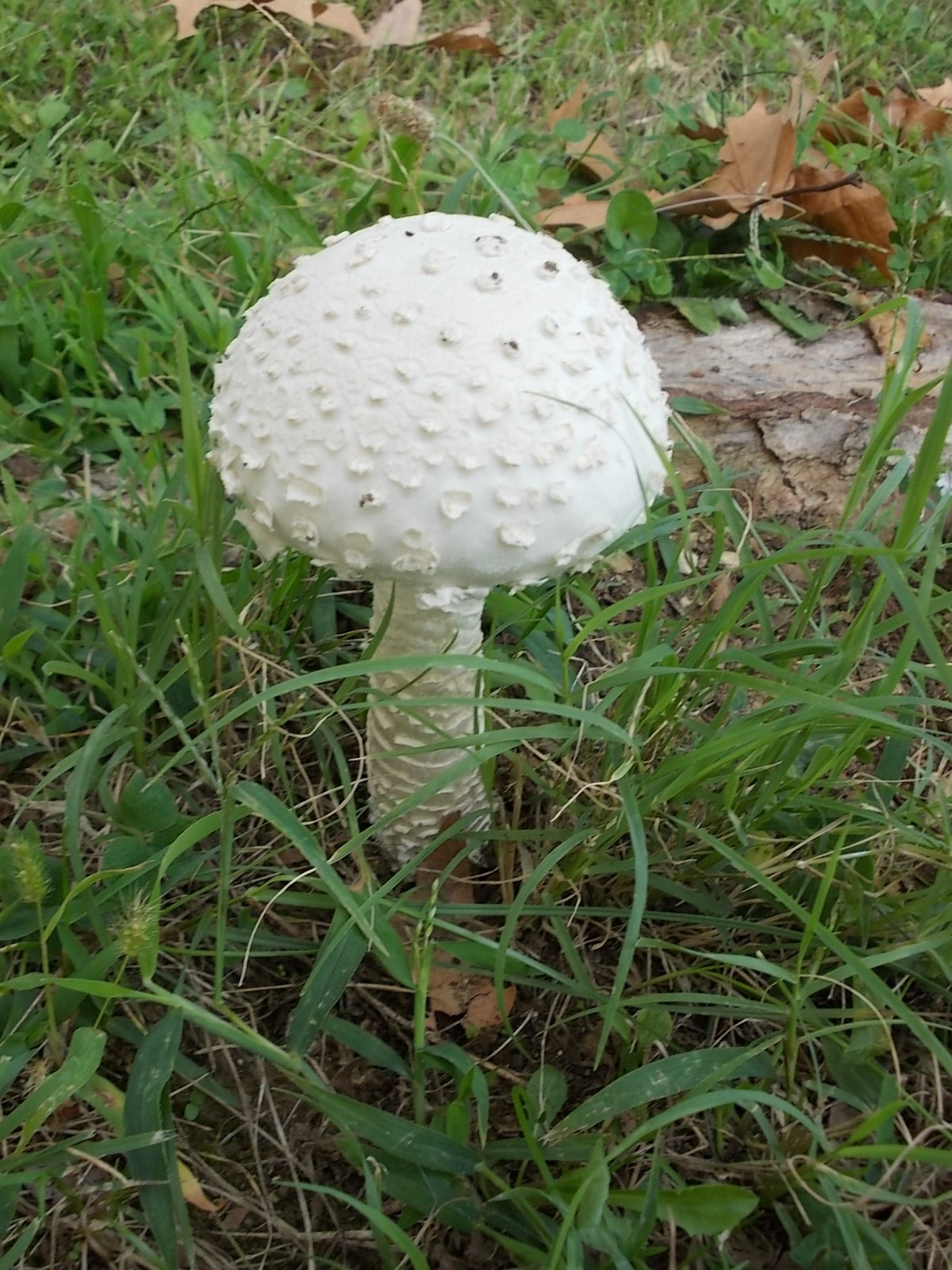
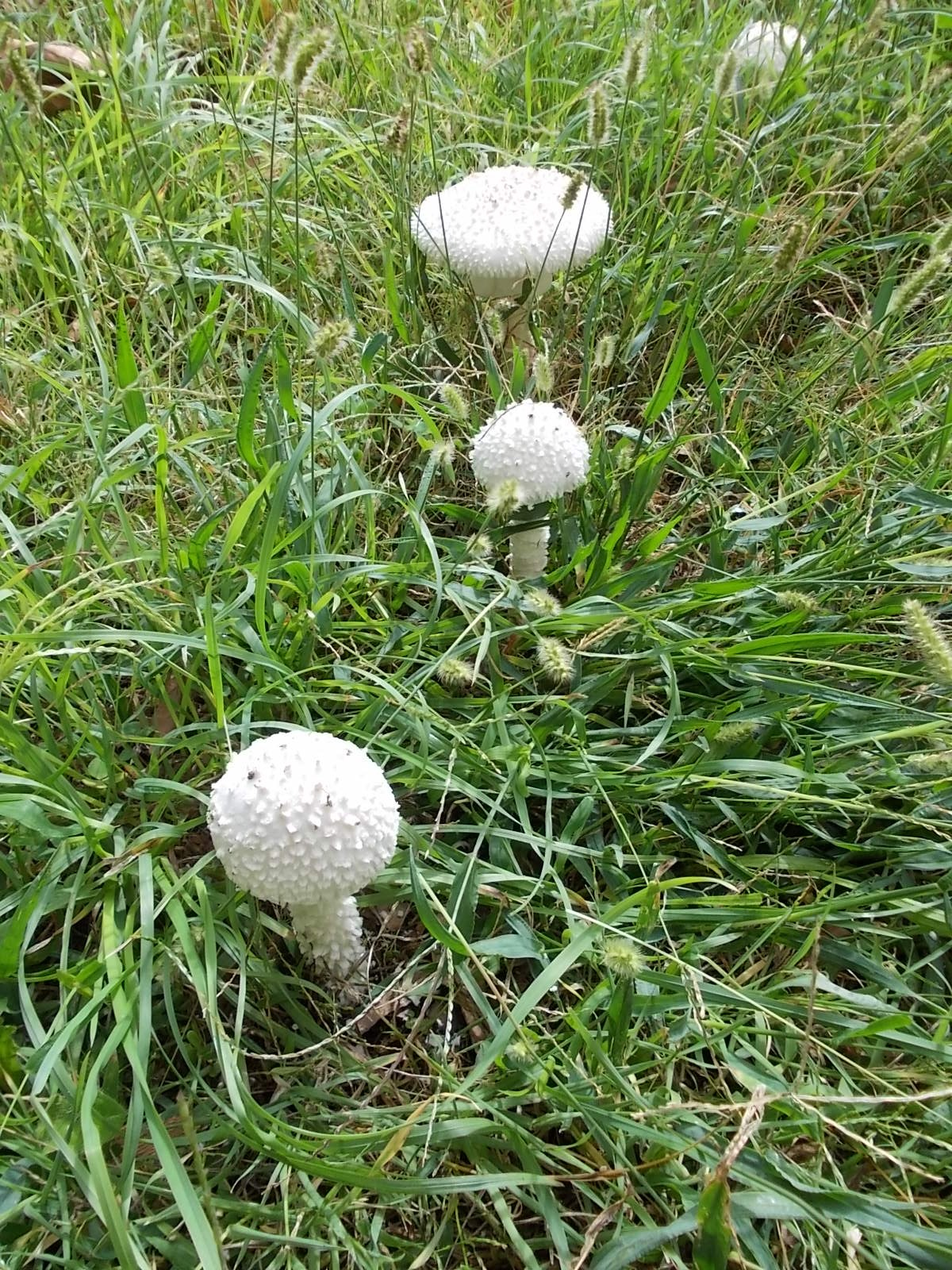
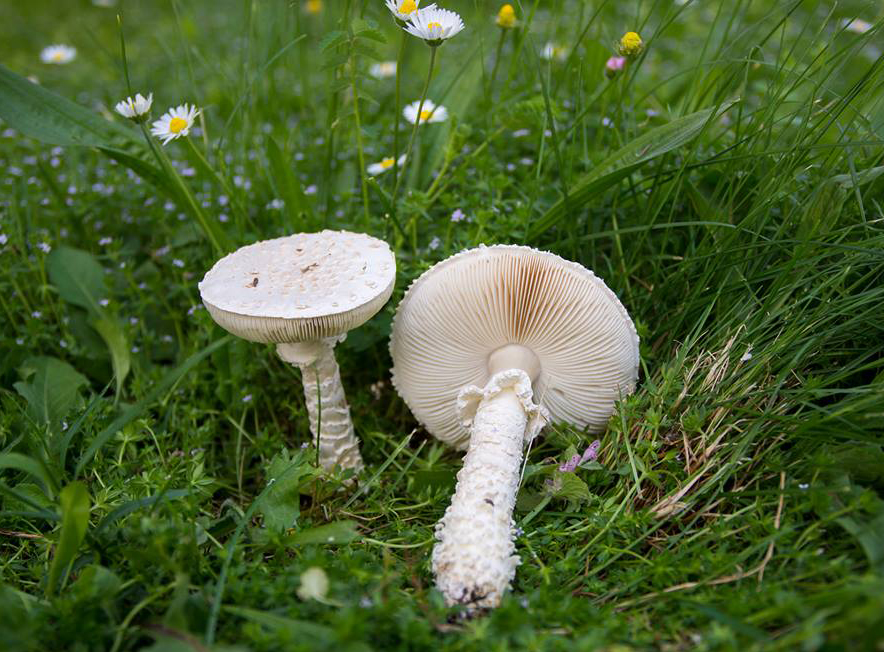

### Specie simili
L'Amanita codinae (Maire) Bertault, 1955 è una specie affine di taglia più piccola e con le squame brunastre, da alcuni autori considerata soltanto una sua forma.